# 知識社会学
知識社会学（ちしきしゃかいがく、英語：Sociology of knowledge、ドイツ語：Wissenssoziologie）とは知識と社会との関わりを研究する社会学の一分野。

## 概要
知識社会学では以下のような問題が設定される。
- ある特定の知識や思想を人々が信じ受け入れる社会的状況の特質とは何か。
- ある特定の知識は、人々に「正しい」知識として信じられ受け入れられることで、どのような社会的状況を形成する効果を発揮しているのか。

1920年代からドイツのマックス・シェーラー、カール・マンハイムらによって確立され、アメリカでもロバート・キング・マートンなどによって独特の発達を遂げた。ここで言われる知識とは、意識、認識、観念、思想、世界観、知的所産などを含む広義のものである。文脈によっては知識よりも思想や世界観と言い換えた方が分かりやすい場合もある。哲学のように知識それ自体の妥当性を検証するのではなく、知識が形成される過程や、ある知識が真実であると看做されるようになる過程を講明することに知識社会学の特徴がある。
重複・隣接する分野は精神史、イデオロギー論、知識人論など。

## マックス・シェーラーの業績
知識社会という名称をはじめて用いたのはマックス・シェーラーである。彼の社会学は文化社会学と実在社会学に分けられる。これは精神と衝動の二元論に基づいている。前者は知識社会学とほぼ同義であり、人間の精神的、理念的な目的を志向した行為・活動の研究である。後者は生殖、栄養、権力欲などのリアルな衝動に導かれた人間の行為を研究する。この二つの社会学は個々別々に研究されるものではなく、理念的因子と実在的因子との共働作用、相互影響が問題になる。
シェーラーは知識の分類において、オーギュスト・コントの宗教的、形而上学、実証科学という三つの分類を継承している。しかしコントのように知識が段階を経て歴史的に発展してゆくという考えは取らず、これら三つの知識は人間の精神の形式として同時に存在するものであるとする。三つの知識にはそれぞれ固有の意義を持った「動機」「認識する精神作用」「目的」「担い手」「歴史的運動形式」がある。

## カール・マンハイムの業績
カール・マンハイムはシェーラーの非歴史的な人間論に批判を加え、歴史的に拘束される知識を分析しようと試みる。またマルクス主義のイデオロギー論を発展させて知識社会学の柱とした。マルクス主義のイデオロギー論では、自身の立場に敵対する思想が存在の拘束を受けたイデオロギーとして暴露される。マンハイムはそのような党派的な論難の道具としてイデオロギーを捉えるのではなく、自身の立場をも含んだあらゆる思想的立場をイデオロギーとして把握する。意識の存在拘束性という観点を党派的な立場から解放し、研究方法として用いようというのである。すなわち、自己の立場にも存在拘束性を認める勇気をもつことで、イデオロギー論は一党派を超越した一般的な社会史・思想史の研究法としての知識社会学に変化するというわけである。
こうして、マンハイムの場合、イデオロギーは思想的武器としての意味合いを払拭され、存在に拘束された一般的な「視座構造」を意味するようになる。マンハイムはこうした知識の存在拘束性の理論としての知識社会学の担い手を、階級的帰属による束縛から免れていると彼が考えた〈自由に浮動するインテリゲンツィア〉に求めた。組織化されたインテリゲンツィア（マンハイムが念頭に置いていたのは修道士）は権力を有する特権的な知識人の学説に追随することしかできないが、組織から解放された自由なインテリゲンツィアは、特権による知識の改竄の呪縛から逃れて自由に発言できるというのである。